# Premiul Emmy pentru cea mai bună actriță într-un serial de comedie
Premiul Emmy pentru cea mai bună actriță de comedie în rol principal (Primetime Emmy Award for Outstanding Lead Actress in a Comedy Series) este acordat din 1954 de Academy of Television Arts & Sciences.  

## Lista câștigătoarelor

### Anii 1950
- 1953 : Lucille Ball pentru rolul Lucy Ricardo din I Love Lucy
- 1954 : Eve Arden pentru rolul din Our Miss Brooks
- 1955 : Loretta Young pentru rolul din The Loretta Young Show
- 1956 : Nanette Fabray pentru rolul din Caesar's Hour
- 1957 : Nanette Fabray pentru rolul din Caesar's Hour
- 1958 : Ann B. Davis pentru rolul din The Bob Cummings Show
- 1959 : Jane Wyatt pentru rolul Margaret Anderson din Father Knows Best

### Anii 1960
- 1960 : Jane Wyatt pentru rolul Margaret Anderson din Father Knows Best
- 1961 : Barbara Stanwyck pentru rolul Josephine Little din The Barbara Stanwyck Show
- 1962 : Shirley Booth pentru rolul Hazel Burke din Hazel
- 1963 : Shirley Booth pentru rolul Hazel Burke din Hazel
- 1964 : Mary Tyler Moore pentru rolul Laura Petrie din The Dick Van Dyke Show
- 1965 : nu s-a acordat
- 1966 : Mary Tyler Moore pentru rolul Laura Petrie din The Dick Van Dyke Show
- 1967 : Lucille Ball pentru rolul Lucy Carmichael din The Lucy Show
- 1968 : Lucille Ball pentru rolul Lucy Carmichael din The Lucy Show
- 1969 : Hope Lange pentru rolul Carolyn Muir din The Ghost and Mrs. Muir

### Anii 1970
- 1970 : Hope Lange pentru rolul Carolyn Muir din The Ghost and Mrs. Muir
- 1971 : Jean Stapleton pentru rolul Edith Bunker din All in the Family
- 1972 : Jean Stapleton pentru rolul Edith Bunker din All in the Family
- 1973 : Mary Tyler Moore pentru rolul Mary Richards din The Mary Tyler Moore Show
- 1974 : Mary Tyler Moore pentru rolul Mary Richards din The Mary Tyler Moore Show
- 1975 : Valerie Harper pentru rolul Rhoda Morganstern din Rhoda
- 1976 : Mary Tyler Moore pentru rolul Mary Richards din The Mary Tyler Moore Show
- 1977 : Beatrice Arthur pentru rolul Maude Findlay din Maude
- 1978 : Jean Stapleton pentru rolul Edith Bunker din All in the Family
- 1979 : Ruth Gordon pentru rolul Dee Wilcox din Taxi

### Anii 1980
- 1980 : Cathryn Damon pentru rolul Mary Campbell din Soap
- 1981 : Isabel Sanford pentru rolul Louise "Weezy" Jefferson din The Jeffersons
- 1982 : Carol Kane pentru rolul Simka Dahblitz din Taxi
- 1983 : Shelley Long pentru rolul Diane Chambers din Cheers
- 1984 : Jane Curtin pentru rolul Allie Lowell din Kate & Allie
- 1985 : Jane Curtin pentru rolul Allie Lowell din Kate & Allie
- 1986 : Betty White pentru rolul Rose Nylund din The Golden Girls
- 1987 : Rue McClanahan pentru rolul Blanche Deveraux din The Golden Girls
- 1988 : Beatrice Arthur pentru rolul Dorothy Zbornak din The Golden Girls
- 1989 : Candice Bergen pentru rolul Murphy Brown din Murphy Brown

### Anii 1990
- 1990 : Candice Bergen pentru rolul Murphy Brown din Murphy Brown
- 1991 : Kirstie Alley pentru rolul Rebecca Howe din Cheers
- 1992 : Candice Bergen pentru rolul Murphy Brown din Murphy Brown
- 1993 : Roseanne Barr pentru rolul Roseanne Conner din Roseanne
- 1994 : Candice Bergen pentru rolul Murphy Brown din Murphy Brown
- 1995 : Candice Bergen pentru rolul Murphy Brown din Murphy Brown
- 1996 : Helen Hunt pentru rolul Jamie Buchman din Mad About You
- 1997 : Helen Hunt pentru rolul Jamie Buchman din Mad About You
- 1998 : Helen Hunt pentru rolul Jamie Buchman din Mad About You
- 1999 : Helen Hunt pentru rolul Jamie Buchman din Mad About You

### Anii 2000
- 2000 : Patricia Heaton pentru rolul Debra Barone din Everybody Loves Raymond
- 2001 : Patricia Heaton pentru rolul Debra Barone din Everybody Loves Raymond
- 2002 : Jennifer Aniston pentru rolul Rachel Green din Friends
- 2003 : Debra Messing pentru rolul Grace Adler din Will & Grace
- 2004 : Sarah Jessica Parker pentru rolul Carrie Bradshaw din Sex and the City
- 2005 : Felicity Huffman pentru rolul Lynette Scavo din Desperate Housewives
- 2006 : Julia Louis-Dreyfus pentru rolul Christine Campbell din The New Adventures of Old Christine
- 2007 : America Ferrera pentru rolul Betty Suarez din Ugly Betty
- 2008 : Tina Fey pentru rolul Liz Lemon din 30 Rock
- 2009 : Toni Collette pentru rolul din United States of Tara

### Anii 2010
- 2010 : Edie Falco pentru rolul Jackie Peyton din Nurse Jackie[1]
- 2011 : Melissa McCarthy pentru rolul Molly Flynn din Mike and Molly[2]
- 2012 : Julia Louis-Dreyfus pentru rolul Selina Meyer din Veep[3]
- 2013 : Julia Louis-Dreyfus pentru rolul Selina Meyer din Veep[4]
- 2014 : Julia Louis-Dreyfus pentru rolul Selina Meyer din Veep[5]
- 2015 : Julia Louis-Dreyfus pentru rolul Selina Meyer din Veep[6]
- 2016 : Julia Louis-Dreyfus pentru rolul Selina Meyer din Veep[7]
- 2017 : Julia Louis-Dreyfus pentru rolul Selina Meyer din Veep[8]
- 2018 : Rachel Brosnahan pentru rolul Miriam "Midge" Maisel din The Marvelous Mrs. Maisel[9]
- 2019 : Phoebe Waller-Bridge pentru rolul Fleabag din Fleabag[10]

### Anii 2020
- 2020 : Catherine O'Hara pentru rolul Moira Rose din Schitt's Creek[11]
- 2021 : Jean Smart pentru rolul Deborah Vance din Hacks[12]
- 2022 : Jean Smart pentru rolul Deborah Vance din Hacks[13]
- 2023 : Quinta Brunson pentru rolul Janine Teagues din Abbott Elementary
- 2022 : Jean Smart pentru rolul Deborah Vance din Hacks[14]